# 太りすぎにご用心
太りすぎにご用心（Beefcake Tom）は、2007年4月28日に発表されたトムとジェリー テイルズの作品である。

## ストーリー
トムは太ってしまい、夜になるとピザを食べたりソーダを飲んだりしながら昔のアニメを見るという自堕落な生活を送っていた。いたずらを仕掛けたジェリーにも反応せず、しびれを切らしたジェリーは、リモコンでトムを叩き、いつものように追いかけっこが始まるが、太っているのですぐにへばってしまう。
スパイクをけしかけられつつもジェリーを追いかけていたトムはやがてジムにたどり着く。ジェリーに挑発されたトムは痩せる決意をするも、その度にジェリーがちょっかいを出したことで遂に激怒。バーベルの重りをジェリーに投げつけ、バーベルが自転車の後ろに絡みつこうがそれでジムを破壊されようが構わずジェリーを猛追する。
その結果トムは痩せるのみならず、見事なバルクアップを果たした。それを見届けたジェリーは去ろうとするも、当然トムがそれを許すはずもなくあっさり捕まり、バーベルのように持ち上げられてしまうのだった。
本作品は数少ない、トムが勝利する話である。

## 登場キャラクター
トム
体重が増えたことで普段以上にジェリーを追いかけるのに手間取り、散々挑発される。だがジムでジェリーを追い回したことで見事筋肉質な体を手に入れ、ジェリーを懲らしめた。
ジェリー
トムが太っていた事を良いことに散々おちょくったが、最後はそのしっぺ返しとしてバーベルのように持ち上げられた。
スパイク
眠っていた時にテレビのリモコンをジェリーに口に入れられ、それをトムが取り出そうとしたことで彼を叩きのめした。